# Ciudad Madero
Ciudad Madero – miasto we wschodnim Meksyku, w stanie Tamaulipas, nad Zatoką Meksykańską, przy ujściu rzeki Pánuco, tworzy zespół miejski z miastami Tampico i Altamira. Około 190 tys. mieszkańców. Jest siedzibą władz gminy Ciudad Madero.
W mieście rozwinął się przemysł chemiczny oraz rafineryjny.